# Arnhemhonungsfågel
Arnhemhonungsfågel (Meliphaga albilineata) är en fågel i familjen honungsfåglar inom ordningen tättingar.

## Utbredning och systematik
Fågeln förekommer i sandstensområden i västra Arnhem Land, Northern Territory, norra Australien. Den behandlas som monotypisk, det vill säga att den inte delas in i några underarter.

## Status
IUCN kategoriserar arten som livskraftig.